# سندی گراوند، آنگویلا
سندی گراوند (به انگلیسی: Sandy Ground) یک منطقهٔ مسکونی در بریتانیا است که در آنگویلا واقع شده‌است. سندی گراوند ۲۷۴ نفر جمعیت دارد.